# Valiato de Edirne
El valiato de Edirne (en turco otomano, ولايت ادرنه, Vilâyet-i Edirne) o  valiato de Adrianópolis fue un valiato del Imperio otomano.
Este valiato abarcaba los territorios en la actual Turquía europea, parte oriental del norte de Grecia y las franjas meridionales del sur de Bulgaria. A finales del siglo XIX tenía, según se sabe, un área de 67 800 km². Después de la ciudad de Adrianópolis (alrededor de 80 000 habitantes en 1905), los principales localidades eran Rodosto (35 000 hab.), Galípoli (25 000 hab.), Kirk-Kilisseh (16 000 hab.), Xánthi (14 000 hab.), Çorlu (11 500 hab.), Dimotika (10 000 hab.), Enos (8000 hab.), Gyumyurdzhina (8000 hab.) y Dedeagatch (3000 hab.). Limitaba al este con el Valiato de Estambul, el mar Negro y el mar de Mármara, al oeste con el Valiato de Salónica, al norte con Bulgaria y al sur con el mar Egeo.
La capital era Adrianópolis, que antes de la guerras balcánicas tenía una población muy variada, de unos noventa mil habitantes: cuarenta y siete mil turcos, veinte mil griegos, quince mil judíos, cuatro mil armenios y dos mil búlgaros, entre otros. La población de la provincia también era muy variada: según el censo de 1887-88 había en ella 200 808 personas, de las cuales el 39,3% eran musulmanes, el 38,4% griegos, el 15,9 % búlgaros, el 0,04 % judíos y el  0,02 % armenios. El grueso de la población musulmana se concentraba en el oeste de la provincia y la no musulmana, en el este.

## Divisiones administrativas
Sanjacados del valiato:
- Sanjacado de Edirne
- Sanjacado de Kirklareli (Kirkkilise)
- Sanjacado de Tekirdağ (Tekirdagi)
- Sanjacado de Dedeagaç
- Sanjacado de Gümülcine